# Eulithosia
Eulithosia là một chi bướm đêm thuộc họ Noctuidae.

## Các loài
- Eulithosia composita H. Edwards, 1884
- Eulithosia discistriga (Smith, 1903)
- Eulithosia plesioglauca (Dyar, 1912)
- Eulithosia papago Barnes, 1907